# Shola Shoretire
Shola Maxwell Shoretire (født 2. februar 2004) er en engelsk professionel fodboldspiller, som spiller for den græske Super League-klub PAOK.

## Klubkarriere

### Manchester United
Shoretire skiftede i 2013 til Manchester Uniteds ungdomsakademi i 2014, og skrev i februar 2021 sin første professionelle kontrakt med klubben. Han gjorde sin professionelle debut den 21. februar i en Premier League-kamp imod Newcastle United. Han spillede få dag senere sin første kamp i Europa med klubben, og i en alder af 17 år og 23 dage, blev han her den yngste spiller nogensinde til at spille en kamp for klubben i Europa, da han slog rekorden sat af Norman Whiteside 38 år tidligere. Han blev i 2020-21 sæsonen kåret som årets unge spiller i klubben.

#### Lejeaftale til Bolton
Shoretire blev i januar 2023 udlejet til League One-holdet Bolton Wanderers. Han scorede sit første mål på seniorniveau den 7. maj 2023 i en kamp imod Bristol Rovers.

### PAOK
Shoretire skiftede i juli 2024 til græske PAOK efter hans kontrakt hos Manchester United var udløbet.

## Landsholdskarriere
Shoretire har repræsenteret England på flere ungdomsniveauer.

## Titler
Individuelle
- Manchester United Årets unge spiller: 1 (2020–21)

## Privat
Shoretire er født i Newcastle upon Tyne, England til en far fra Nigeria og en engelsk mor.